# Mungaolī
Mungaolī är en ort i Indien.   Den ligger i distriktet Ashoknagar och delstaten Madhya Pradesh, i den centrala delen av landet, 500 km söder om huvudstaden New Delhi. Mungaolī ligger 410 meter över havet och antalet invånare är 20 081.
Terrängen runt Mungaolī är platt. Runt Mungaolī är det ganska tätbefolkat, med 239 invånare per kvadratkilometer. Mungaolī är det största samhället i trakten. Trakten runt Mungaolī består till största delen av jordbruksmark.